# Sally Kessler

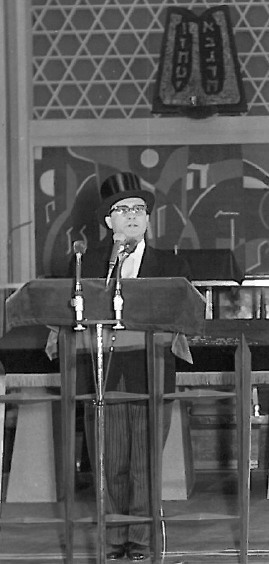
Sally Kessler (ca. 1959)

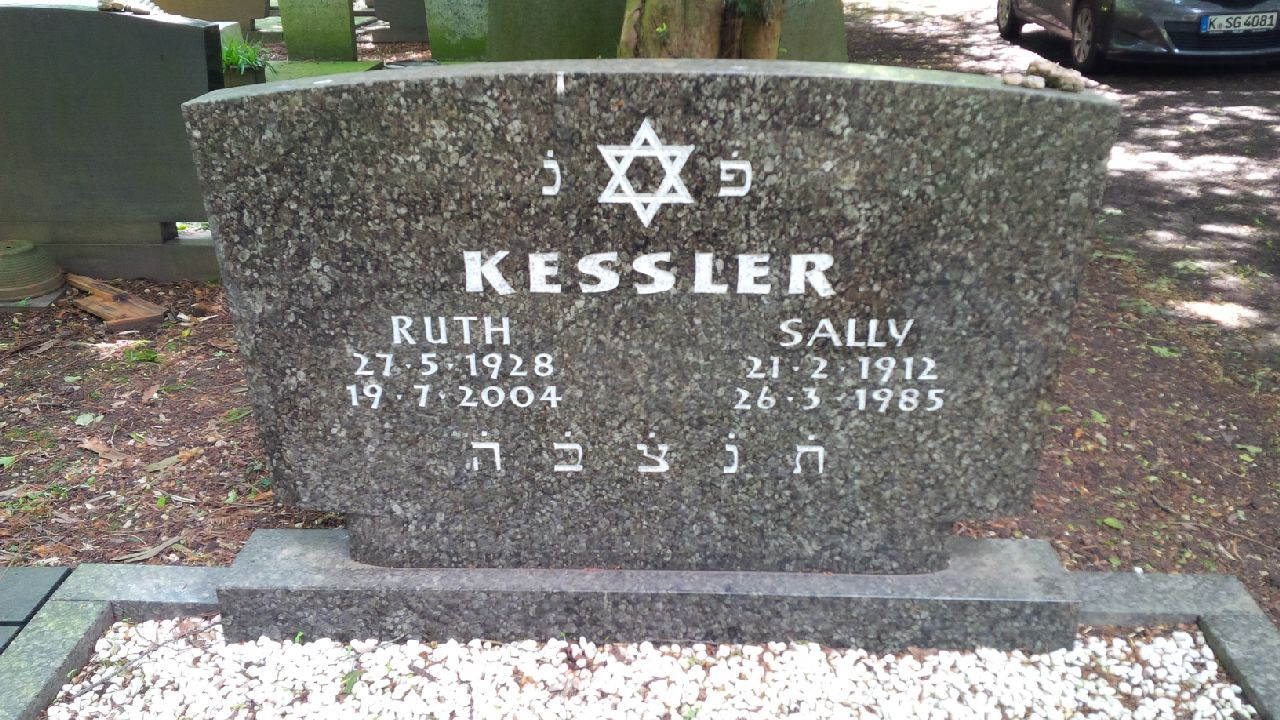
Grabstein der Eheleute Kessler auf dem Jüdischen Friedhof Bocklemünd (2015)

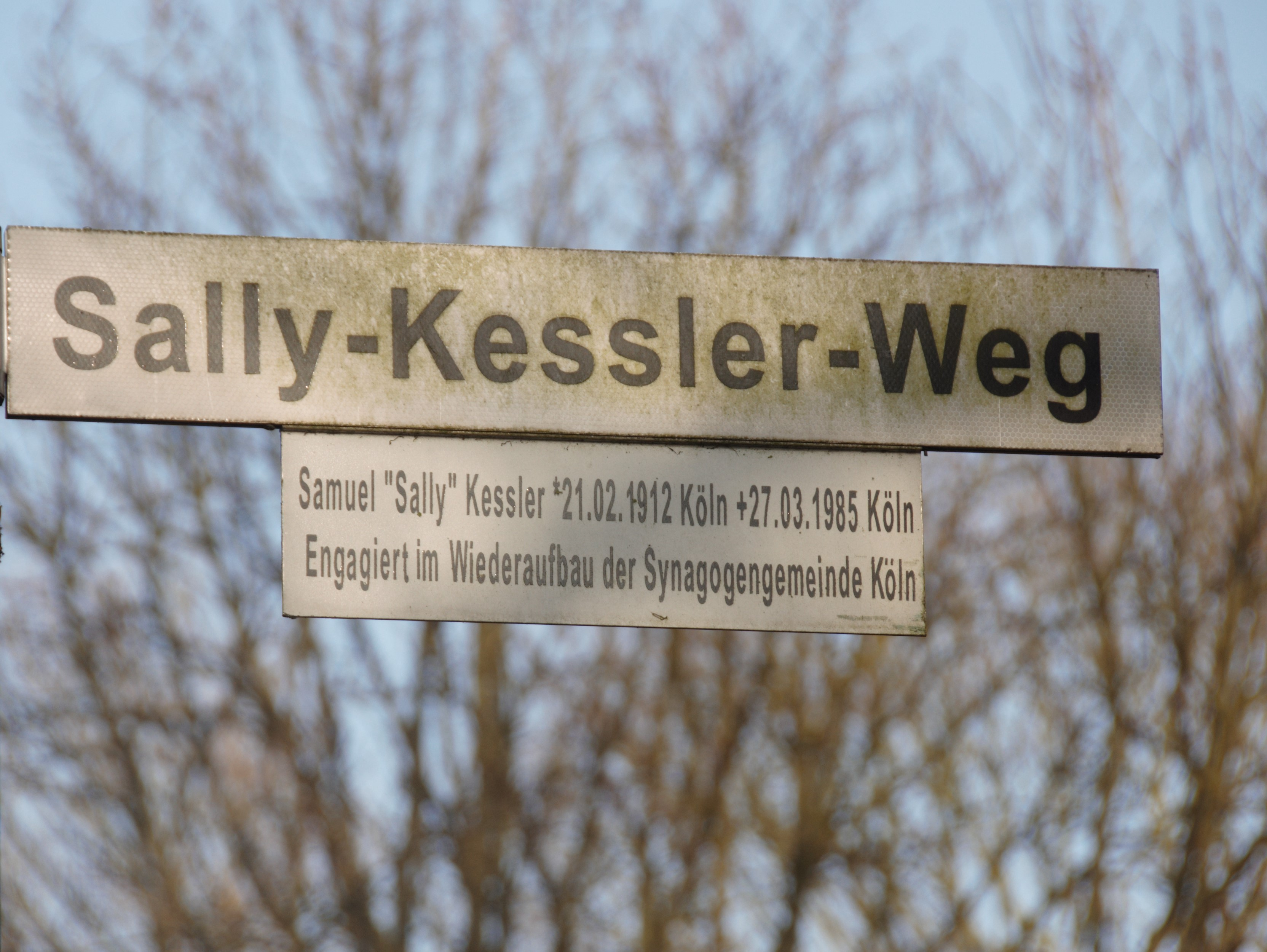
Schild Sally-Kessler-Weg in Köln-Deutz, in einer Grünanlage neben dem Jüdischen Friedhof Deutz (2025)

Samuel „Sally“ Kessler (geb. 21. Februar 1912 in Köln; gest. 26. März 1985 ebenda) war ein deutscher Kommunalpolitiker und Überlebender des Holocaust.

## Biographie

### Bis 1945
Sally Kessler wurde als Sohn einer jüdischen Familie geboren; er hatte sieben Geschwister, drei Brüder und vier Schwestern. Seine Eltern Isaak Mosche (geb. 23. Oktober 1878) und Sara Czipe Kessler (geb. 27. Dezember 1881) waren um das Jahr 1905 aus Galizien nach Köln gekommen. Im Dezember 1918 starb Isaak Kessler an den Folgen von Kriegsverletzungen, die er sich im Ersten Weltkrieg zugezogen hatte, seine Witwe heiratete einige Jahre später den Kaufmann Aron Dylion. Die Eheleute kauften das Haus Kartäuserhof 8 und betrieben dort eine Altkleiderhandlung, im selben Haus eröffnete Sally Kessler nach einer Lehre ein Friseurgeschäft. Er wurde Mitglied des Reichsbanners Schwarz-Rot-Gold, der SPD und war in der Gewerkschaftsbewegung tätig. Zunächst als Sportler im Arbeiter-Turn und Sportbund aktiv, engagierte er sich in jüdischen Sportorganisationen wie im Sportverband Bar Kochba und nach dessen Auflösung 1933 im SC Hakoah Köln als Trainer und Funktionär. Sein Friseurgeschäft diente Sozialdemokraten und republikanisch-demokratisch gesinnten Menschen als Treffpunkt. Im Jahr 1938 wurde es zwangsarisiert.
Im Rahmen der sogenannten „Polenaktion“ – der Ausweisung von Juden mit polnischer Staatsangehörigkeit am 28. Oktober 1938 – wurde Sally Kessler gemeinsam mit Mitgliedern seiner Familie und Hunderten anderen Kölnern nach Polen abgeschoben. 1942 wurde er im Warschauer Ghetto inhaftiert, nach einer Flucht jedoch wieder gefasst und zur Zwangsarbeit eingesetzt. Nacheinander wurde er nach Auschwitz, in das Arbeitslager Plaszow bei Krakau, 1944 in das KZ Groß-Rosen bei Breslau und dann in das Außenlager Görlitz deportiert. In Plaszow wurde sein Bruder Jonas Kessler erschossen. Von dort konnte Sally Kessler bei der Auflösung des Lagers im Jahr 1945 flüchten und kehrte über Prag und Wien in seine Heimatstadt zurück.

### Rückkehr nach Köln
Bereits zu Beginn des Jahres 1946 gründete Kessler die erste Kindergruppe der SJD – Die Falken in Köln. In den folgenden Jahrzehnten engagierte er sich ehrenamtlich in der Wiedergutmachung und in der Haftentschädigung sowie als Vorsitzender der Arbeitsgemeinschaft ehemals verfolgter Sozialdemokraten. Er saß für die SPD als einziger Jude im Rat der Stadt Köln (1954–1961, 1963–1975) und war Mitglied der Repräsentanz sowie ab dem Jahr 1958 geschäftsführendes Vorstandsmitglied der Synagogengemeinde. So wohnte er auch der Feierstunde im September 1959 bei, bei der in Anwesenheit des damaligen Bundeskanzlers Konrad Adenauer die Synagoge Köln wieder eröffnet wurde. 1958 gehörte Kessler zu den Begründern der Kölner Gesellschaft für Christlich-Jüdische Zusammenarbeit.
Im Jahr 1953 heiratete Sally Kessler Ruth Frank (1928–2004), die den Holocaust überlebt hatte, weil sie im Juli 1939 mit einem Kindertransport nach Großbritannien gebracht worden war. Deren Eltern Adele und Josef Frank hatten ihre Deportation nach Theresienstadt überlebt, und die Familie traf sich in Köln wieder. Ruth und Sally Kessler bekamen einen Sohn. Das Ehepaar führte gemeinsam ein Textilgeschäft in der Severinstraße. Ruth Kessler engagierte sich in mehreren jüdischen Organisationen.
Zu seinen Freunden gehörte der „Edelweißpirat“ Jean Jülich, der auf Kesslers Initiative hin in den 1960er Jahren eine Karnevalssitzung in der Kölner Synagoge ausrichtete.

## Familie
Alle vier Schwestern, die Mutter Sara und der Bruder Jonas Kessler, der sich als Amateurboxer einen Namen gemacht hatte, kamen in Konzentrationslagern ums Leben. An Bruder und Mutter erinnern Stolpersteine vor dem Haus Kartäuserhof 8 in der Kölner Südstadt, an die Familie seiner Schwester Johanna, die komplett ausgelöscht wurde, Stolpersteine in der Holzgasse in Siegburg.

## Würdigungen
Im Jahr 2014 erhielt der große Rundweg im Deutzer Stadtpark den Namen von Sally Kessler.